# Луций Волузий Сатурнин (понтифекс)
Вижте пояснителната страница за други личности с името Луций Волузий Сатурнин.
Луций Волузий Сатурнин (на латински: Lucius Volusius Saturninus) е понтифекс на Римската империя през началото на 1 век.
Произлиза от старата преторска фамилия Волузии, клон Сатурнин, син на Луций Волузий Сатурнин (суфектконсул 3 г.) и на Корнелия. Внук е на Луций Волузий Сатурнин (суфектконсул 12 пр.н.е.) и Нония Пола, която е от фамилията Нонии-Аспренат и е близка роднина на Тиберий. Той е роднина на Лолия Павлина, третата съпруга на император Калигула, дъщеря на Волузия Сатурнина, сестрата на дядо му и братовчедка на баща му.
Той е брат на Квинт Волузий Сатурнин (консул 56 г.). Заедно с баща му и брат му имат columbarium на Виа Апиа, много са богати и се ползват с добро име.
Луций Волузий Сатурнин е избран за pontifex.